# Mahatma
Mahatma (Sanskriet: maha atman, grote ziel) is een eretitel in het hindoeïsme, jaïnisme en de theosofie. 
Gandhi is een voorbeeld van een mahatma.

## Theosofie
Het woord mahatma werd eind 19e eeuw gepopulariseerd door theosofische literatuur, toen Helena Blavatsky, een van de stichters van de Theosophical Society, beweerde dat haar leraren adepten of mahatma's waren die in Azië verbleven. Deze mahatma's zouden grote yogische vermogens (siddhi's) hebben, net als siddha's.